# Mewowate
Mewowate (Laridae) – rodzina ptaków z rzędu siewkowych (Charadriiformes). Polska nazwa pochodzi od niemieckiego Möwe.

## Zasięg występowania
Rodzina obejmuje gatunki wodne występujące na całym świecie.

## Systematyka
Do rodziny należą następujące podrodziny:
- Rynchopinae Bonaparte, 1838 – brzytwodzioby
- Anoinae Bonaparte, 1854 – rybołówki
- Gyginae Verheyen, 1959 – atolówki
- Sterninae Bonaparte, 1838 – rybitwy
- Larinae Rafinesque, 1815 – mewy